# Putzleinsdorf
Putzleinsdorf è un comune austriaco di 1 593 abitanti nel distretto di Rohrbach, in Alta Austria; ha lo status di comune mercato (Marktgemeinde).